# Renata Bessa
Renata Bessa Soares, de Minas Gerais, competiu no concurso de Miss Brasil representando esse estado. Foi a vencedora e coroada na edição realizada em 1995, na cidade do Rio de Janeiro.
Na etapa estadual, ela representou a cidade de Contagem, na Grande Belo Horizonte.No concurso Miss Minas Gerais, Renata ganhava o bicampeonato para a cidade de Contagem, sucedendo Débora Forlim.
Foi a quinta mineira a vencer o concurso nacional, ganhando o direito de representar o Brasil no Miss Universo.
No concurso internacional ocorrido em Windhoek, Namíbia, não foi classificada, porém, ficou em segundo lugar no quesito traje típico.